# Barbus anema
Barbus anema är en fiskart som beskrevs av Boulenger, 1903. Barbus anema ingår i släktet Barbus och familjen karpfiskar. IUCN kategoriserar arten globalt som livskraftig. Inga underarter finns listade.